# Rupertgrad
Rupertgrad (madžarsko Kaposvár; hrvaško Kapošvar)  je mesto s skoraj 70.000 prebivalci in sedež županije na Madžarskem, ki upravno spada v podregijo Kaposvári Šomodske županije.
Tu se nahaja Stadion Kaposvár Rákoczi (7.500 mest), sedež Kaposvár Rákoczi FC.